# Zuriñe García
Zuriñe García García (Baracaldo, España; 13 de octubre de 1980) es una chef española especializada en gastronomía vasca.

## Biografía
Originaria de Baracaldo, vivió sus primeros 9 años en Basauri para trasladarse después a Galdácano, donde residió hasta los 24. Es la menor de tres hermanos, siendo su padre comercial de vino y su madre ama de casa. Desde pequeña mostró interés por la cocina, influenciada por su madre y su abuela.
Tras completar los estudios primarios en Basauri y Galdácano, ingresó como alumna de la Escuela de Hostelería de Galdácano.

### Trayectoria profesional
Comenzó su carrera en la hostelería haciendo extras como camarera en el restaurante Beitia de Basauri. Al terminar el Grado Medio de Cocina se empleó en el Hotel Alvargonzález de Vinuesa (Soria), donde coincidió con el también cocinero Óscar García.
Ya como cocinera, y tras completar un periodo de prácticas, en 2001 se incorporó al equipo del restaurante Andra Mari. Tras una etapa de aprendizaje rotando en los diferentes puestos de cocina, en 2011 asciende a jefa de cocina, puesto que ocupa hasta diciembre de 2021. Durante esos diez años al frente de la cocina, defendió y mantuvo la estrella Michelin con la que el restaurante fue galardonado en 1983.
Durante su etapa como jefa de cocina del Andra Mari fue una de las dos únicas cocineras vizcaínas, junto con Nieves Barragán, al frente de un local con estrella Michelín. Durante este periodo también logró otros galardones como el Premio Euskadi de Gastronomía al Mejor Restaurador 2017. A su vez, ha participado en diversos eventos gastronómicos, ha sido elegida jurado de varios concursos y ha recibido otros méritos como el ser nombrada Cofrade de Mérito en la Cofradía de la Olla Ferroviaria de Balmaseda.
En 2022 se incorporó al Puente Colgante Boutique Hotel de Portugalete para hacerse cargo de las cocinas de sus dos restaurantes. En este nuevo periodo compagina su labor como cocinera con actividas divulgativas en diversos medios de radio y televisión, como fue su participación en el programa de EITB “Trío de ases”.
También colabora en diversas actividades sociales, de promoción turística, de empoderamiento de la mujer y otras relacionadas con la nutrición y la solidaridad. Entre sus cocineros de referencia está Carme Ruscalleda. Otros referentes son José Miguel Olazabalaga, Andoni Arrieta y Sergio Zarate. Admira la cocina de Macarena de Castro y disfruta con los recetarios de Martín Berasategui.

## Premios y reconocimientos
- Premio Euskadi de Gastronomía al Mejor Restaurador (2017).[13]
- Premio Cebolla Morada de Zalla Jantour (2019).[14]
- Cofrade de Mérito por la Cofradía de la Olla Ferroviaria de Balmaseda.[9]
- En noviembre de 2021 participó en la exposición 'NI STEM Emakumea' organizada en Galdakao para despertar el interés de los jóvenes por la ciencia y la tecnología (Noviembre 2021).[15]